# Memento Mori (película de 1999)
Memento Mori (여고괴담 II, Yeogo goedam II) es un film de terror surcoreano de 1999 realizado por Kim Tae-yong y Min Kyu-dong. Es una secuela de una película anterior de Park Ki-hyeong llamada Whispering Corridors (여고괴담 II, Yeogo goedam II) y se desarrolla también en una escuela secundaria pero con una trama diferente. El filme ha sido una de las primeras películas coreanas en donde se desarrolla una relación lésbica, pero el hecho es reducido por dos factores: la actitud coreana frente a la situación y el hecho de que la película está dirigida a adolescentes.

## Argumento
Una estudiante se suicida en un colegio secundario y la noticia está en boca de todos. Min-ah, una estudiante del mismo establecimiento, encuentra un libro junto a un bebedero y comienza a leerlo. Se da cuenta entonces, de que se trata de un diario íntimo escrito por la chica que se suicidó (Hyo-Shin ) y su amante, Shi-Euny, ambas estudiantes del mismo lugar.
Min-ah comienza a tener visiones extrañas y a descubrir algunos secretos de esta relación, la cual termina abruptamente cuando Hyo-Shin tuvo relaciones con un profesor y quedó embarazada. Tras el rechazo de Shi-Euny al enterarse de esto, se suicida arrojándose desde la terraza del instituto.
La protagonista se obsesiona con la historia y con Shi-Euny, de quien se enamora a la distancia. A medida que la historia prosigue, la situación se vuelve cada vez más tensa ya que el espíritu de Hyo-Shin atormenta a ambas hasta su desenlace final.

## Trama
La película gira en torno a la relación entre dos estudiantes de secundaria, Shi-Eun Yoo (Lee Young-jin) y Min Hyo-Shin (Park Ye-jin). Dado que las dos niñas tienen una relación amorosa, su amistad tabú les hace ser marginadas por los otros estudiantes. Incapaz de lidiar con las presiones sociales de tener un amante del mismo sexo, Shi-Eun trata de distanciarse de la cada vez más dependiente de Hyo-Shin. Hyo-Shin reacciona mal al cambio de actitud de Shi-Eun, viéndolo como una traición y rechazo. Hyo-Shin en consecuencia se suicida saltando desde el tejado de la escuela. También es en gran medida a entender que estaba embarazada en el momento de la muerte, el padre es el profesor de literatura, el Sr. Goh.
La trama se despliega de una manera no lineal, a menudo desde la perspectiva de compañera de estudios de Min-Ah Soh (Kim Min-sun). Min-Ah se hace cada vez invertida en Shi-eun y Hyo Shin-cuando descubre un diario escrito entre las dos niñas alienado. Este diario le permite visiones inquietantes sobre la naturaleza de la relación y saca su más profundo en una extraña cadena de acontecimientos alrededor de la escuela. Tras la muerte de Hyo-Shin, los sucesos sobrenaturales empiezan a aterrorizar a todos los estudiantes que condenaron la relación. Más tarde se reveló que el espíritu de Hyo-Shin ronda malévolamente la escuela tras los restos que dejó atrás en el diario.

## Reparto
- Kim Min-sun es Min-ah.
- Park Ye-jin es Hyo-shin.
- Lee Young-jin es Shi-eun.
- Baek Jong-hak es Mr. Goh
- Han Min
- Han Seung-Yeon
- Kim Jae-in es Yeon-an (como Min-hie Kim).
- Kong Hyo-jin es Ji-won.
- Lee Hye-mi
- Lim Seong-Eon
- Park Ji-Yeon
- Ko Kyu-pil es Chi-sub.
- Oh Min-ae es una maestra de escuela.